# SN 2004fy
SN 2004fy – supernowa typu Ia odkryta 10 listopada 2004 roku w galaktyce M+15-01-10. W momencie odkrycia miała maksymalną jasność 17,00m.